# Sant'Andrea di Barbarana
Pour les articles homonymes, voir Sant'Andrea.

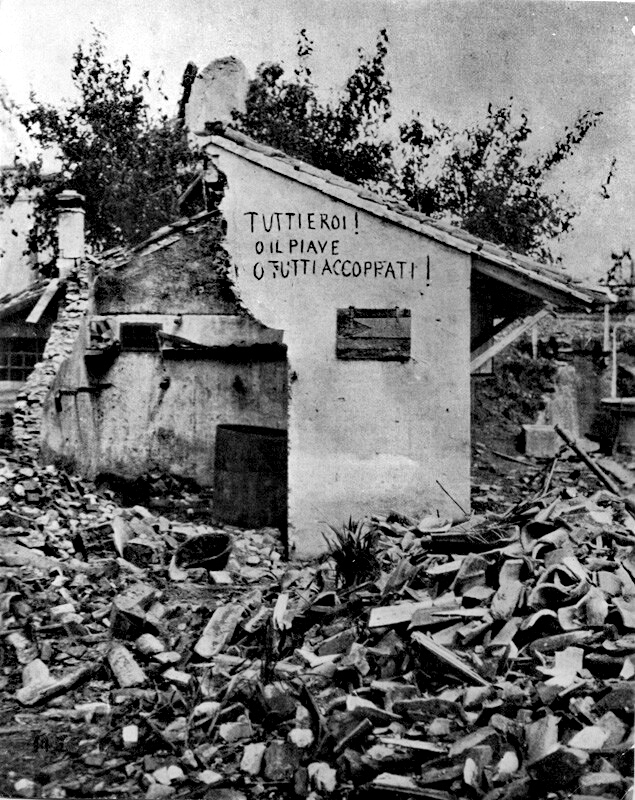

Sant'Andrea di Barbarana est un hameau de la commune de San Biagio di Callalta en Italie, situé à 20 km à l'est de Trévise.
C'est dans ce hameau de Vénétie qu'est né, le 2 juillet 1922, le couturier, mécène et homme d'affaires Italien naturalisé français Pierre Cardin décédé en 2020.